# جونا فالکون
جونا فالکون (متولد ۲۹ ژوئیه ۱۹۷۰) بازیگر و نویسندهٔ آمریکایی است. وی در اوایل دههٔ ۲۰۰۰ به علت آلت تناسلی بزرگش مورد توجه قرار گرفت. آلت تناسلی این شخص با اندازهٔ ۱۳/۵ اینچ (۳۵ سانتی متر) در نشریات مختلف به عنوان بزرگترین آلت تناسلی یک مرد در جهان لقب گرفت.

## زندگی شخصی
جونا فالکون در شهر نیویورک آمریکا و در محلهٔ بروکلین متولد شد. وی در مدرسهٔ «Bronx High School of Science» تحصیل کرد و در سال ۱۹۸۸ فارغ‌التحصیل شد. وی خود را یک دو جنسگرا معرفی می‌کند.

## آلت تناسلی
فالکون از یک مستند به نام «Private Dicks: Men Exposed» که در سال ۱۹۹۹ توسط شبکه اچ‌بی‌او پخش شده بود سود زیادی بدست آورد. مستندی که با مردان برهنه راجع به آلت تناسلی آنها مصاحبه شده بود. در ژوئن ۲۰۰۳ مجلهٔ رولینگ استون دربارهٔ فالکون نوشت و این اتفاق نیز بر پیشرفت وی مؤثر بود.
در ژانویهٔ ۲۰۰۶ مستندی به نام «بزرگترین آلت تناسلی مردانه جهان» از شبکهٔ ۴ تلویزیون انگلستان پخش شد که فالکون در آن ظاهر شد. همچنین آلت تناسلی وی موضوع چندین برنامهٔ رادیویی هاوارد استرن بوده است.
مجلهٔ رولینگ استون طول آلت تناسلی فالکون را هنگامی که نرم است ۹/۵ اینچ(۲۴ سانتی‌متر) و در هنگام نعوظ ۱۳/۵ اینچ (۳۴ سانتی‌متر) بیان می‌کند.
فالکون در ۲ مارس ۲۰۱۰ در برنامهٔ نمایش روزانه ظاهر شد و اظهار کرد که می‌تواند یک دستگیرهٔ در را کاملاً در غلفه آلتش پنهان کند. در قسمتی از این برنامه سامانتا زنبور نظر فالکون را در مورد ورود به صنعت پورنوگرافی پرسید، اما فالکون این کار را رد کرد و گفت: «این خیلی آسونه… اما راه درستی برای مسیر حرفه‌ای من نیست».
وی در سال۲۰۱۱ در یک مستند سریالی به نام «جنسیت عجیب» ظاهر شد.
در ژوئیه ۲۰۱۲ فالکون گفت که در فرودگاه بین‌المللی سانفرانسیسکو و توسط کارمندان مدیریت امنیت ترابری متوقف شده است. زیرا آنها برآمدگی بزرگی را در شلوار وی مشاهده کرده بودند. پس از آن وی را از میان دستگاه فلزیاب و اسکنر بدن عبور داده بودند و در نهایت وی توانست به پرواز خود برسد.